# Fellow Traveller (filme)
Fellow Traveller (Brasil: Inimigos da Liberdade ) é um filme estadunidense/britânico de 1989, produzido para a televisão, do  gênero drama  com fundo político, dirigido por Philip Saville, roteirizado por Michael Eaton, música de Colin Towns.

## Sinopse
Um escritor marcado pela caça as bruxas em Hollywood, após o suicídio de um antipático ator, recorda sua próxima amizade e envolve-se com sua garota, que o encaminha ao seu próprio compromisso político.

## Elenco
- Ron Silver ....... Asa Kaufman
- Hart Bochner .......  Clifford Byrne
- Imogen Stubbs .......  Sarah Atchison
- Daniel J. Travanti ....... Jerry Leavy
- Katherine Borowitz ....... Joan Kaufman
- Jonathan Hyde ....... Sheriff of Nottingham (Robin Hood cast)
- Alexander Hanson ....... Robin Hood (Robin Hood cast)
- John Labanowski ....... Little John (Robin Hood cast)
- Peter Corey ....... Friar Tuck (Robin Hood cast)
- Briony McRoberts ....... Maid Marion (Robin Hood cast)
- Julian Fellowes .......  D'Arcy
- Richard Wilson ....... Sir Hugo Armstrong
- Doreen Mantle ....... Landlady
- David O'Hara ....... Ronnie Wilson
- Allan Mitchell .......  Ted Sturton